# Mauro Bazán
Mauro Ezequiel Bazán (Lomas de Zamora, Provincia de Buenos Aires, Argentina; 27 de abril de 1993) es un futbolista argentino. Juega como lateral derecho y su primer equipo fue Racing. Actualmente milita en San Martín de Burzaco de la Primera B Metropolitana

## Trayectoria

### Racing Club

#### EraMostazaMerlo (2014)
Debutó de la mano de Reinaldo Merlo frente a Colón en la victoria 3-0 a favor de Racing, reemplazando a su compañero José Gómez. Volvió al equipo titular frente a Rosario Central donde disputó los 90 minutos.

#### Era Diego Cocca (2014-2016)
Formó parte del equipo campeón de 2014 aunque no disputó siquiera un minuto. 
En 2015 disputa sus primeros partidos con Diego Cocca como entrenador, el primero frente a Boca Juniors en la victoria 4 a 1, donde casi anota el quinto gol de su equipo. Su segundo partido lo disputó ante San Martín de San Juan en el aburrido partido 0-0 donde perdieron en la tanda de penales. Todos estos partidos fueron por el torneo de verano, sin embargo, no jugaría ninguno por el torneo local ni por la Copa Libertadores 2015.

#### EraColoradoSava
En 2016 Facundo Sava le comunicó que no lo tendría en cuenta y deciden cederlo.

### Douglas Haig
En 2016 es cedido por 18 meses sin opción de compra al club de Pergamino. Marcó su primer gol en su carrera contra San Lorenzo de Almagro. En 2017 su cesión finalizó y volvió a Racing, sin embargo decidió prestarlo nuevamente a Atlanta. Jugó 50 partidos y marcó 1 gol, fueron 4 asistencias que dio.

### Atlanta
Luego de volver a ser cedido, el equipo "Bohemio" lo adquiere como recambio de la banda derecha. En su etapa en el equipo solo disputó 7 encuentros (1 de titular, los demás entrando desde el banco).

### Guillermo Brown (Pto Madryn)
En 2018 es dejado en libertad por Racing y firma para el Guillermo Brown de Puerto Madryn para volver a afrontar la B Nacional y lograr el ascenso que no se le dio el año pasado. Actualmente tiene 37 partidos jugados con 5 asistencias.

## Clubes
| Club                      | País                | Año                 | PJ  | G |
| ------------------------- | ------------------- | ------------------- | --- | - |
| Racing                    | Argentina           | 2014-2015           | 4   | 0 |
| Douglas Haig de Pergamino | Argentina           | 2016-2017           | 50  | 1 |
| Atlanta                   | Argentina           | 2017-2018           | 7   | 0 |
| Brown de Puerto Madryn    | Argentina           | 2018-2020           | 37  | 0 |
| Brown de Adrogué          | Argentina           | 2020-2023           | 43  | 0 |
| Comunicaciones            | Argentina           | 2023-2024           | 20  | 1 |
| San Martín de Burzaco     | Argentina           | 2024-Presente       | 6   | 0 |
| Total en su carrera       | Total en su carrera | Total en su carrera | 167 | 2 |

## Palmarés

### Campeonatos nacionales
| Título           | Club        | País      | Año  |
| ---------------- | ----------- | --------- | ---- |
| Primera División | Racing Club | Argentina | 2014 |